# Carole André
Carole André Smith (Parigi, 11 marzo 1953) è un'attrice francese.

## Biografia
Figlia dell'attrice francese Gaby André e dell'imprenditore statunitense Eli Smith, Carole entra nel mondo del cinema da adolescente. La sua fama è maggiormente legata alle interpretazioni dei personaggi salgariani di Lady Marianna Guillonk, la Perla di Labuan, nello sceneggiato Sandokan, e di Honorata Wan Guld nel film Il Corsaro Nero, in entrambi i casi a fianco di Kabir Bedi e diretta da Sergio Sollima.
In un'intervista rilasciata durante la trasmissione Sottovoce condotta da Gigi Marzullo, l'attrice ha affermato di essersi laureata come architetto con specializzazione in giardini. Si è anche occupata di organizzazione di eventi con la sua società Smith & Wendy. Da tempo si dedica al nuoto amatoriale master con buoni risultati sportivi.

## Filmografia

Carole André e Marcello Mastroianni in Mordi e fuggi (1973)

Carole André con Kabir Bedi ne Il Corsaro Nero (1976)

### Cinema
- Faccia a faccia, regia di Sergio Sollima (1967)
- Quarta parete, regia di Adriano Bolzoni (1969)
- Togli le gambe dal parabrezza, regia di Massimo Franciosa (1969)
- Dillinger è morto, regia di Marco Ferreri (1969)
- Fellini Satyricon, regia di Federico Fellini (1969)
- H2S, regia di Roberto Faenza (1969)
- Toh, è morta la nonna!, regia di Mario Monicelli (1969)
- Con lui cavalca la morte, regia di Giuseppe Vari (1970)
- I tulipani di Haarlem, regia di Franco Brusati (1970)
- Il fascino sottile della perversione (Mont-Dragon), regia di Jean Valère (1970)
- Una farfalla con le ali insanguinate, regia di Duccio Tessari (1971)
- Morte a Venezia, regia di Luchino Visconti (1971)
- Violentata sulla sabbia (Le lis de la mer), regia di Renzo Cerrato (1971)
- Don Camillo e i giovani d'oggi, regia di Mario Camerini (1972)
- Mordi e fuggi, regia di Dino Risi (1973)
- Il giorno del furore (Days of Fury), regia di Antonio Calenda (1973)
- Ci risiamo, vero Provvidenza?, regia di Alberto De Martino (1973)
- Zanna Bianca, regia di Lucio Fulci (1973)
- Giovannino, regia di Paolo Nuzzi (1976)
- La madama, regia di Duccio Tessari (1976)
- Il colpaccio, regia di Bruno Paolinelli (1976)
- Quelli della calibro 38, regia di Massimo Dallamano (1976)
- Il Corsaro Nero, regia di Sergio Sollima (1976)
- Incontri con gli umanoidi (Encuentro en el abismo), regia di Tonino Ricci (1979)
- Voltati Eugenio, regia di Luigi Comencini (1980)
- Febbre a 40, regia di Marius Mattei (1980)
- Bello di mamma, regia di Rino Di Silvestro (1980)
- L'assassino ha le ore contate (Coplan sauve sa peau), regia di Yves Boisset (1981)
- Il mondo di Yor, regia di Antonio Margheriti (1983)
- Razza violenta, regia di Fernando Di Leo (1984)
- Una vita non basta (Itinéraire d'un enfant gâté), regia di Claude Lelouch (1988)
- Génération oxygène, regia di Georges Trillat (1991)

### Televisione
- Sandokan, regia di Sergio Sollima – miniserie TV (1976)
- Il ritorno di Simon Templar (Return of the Saint) – serie TV, episodio 1x03 (1978)
- Vuoto di memoria, regia di Pier Nico Solinas – miniserie TV (1983)
- La ragazza dell'addio – miniserie TV (1984)
- I racconti del maresciallo – miniserie TV (1984)
- Il maestro del terrore, regia di Lamberto Bava – film TV (1988)
- David e David, regia di Giorgio Capitani – film TV (1989)
- Solo – miniserie TV (1989)
- Pronto soccorso – miniserie TV (1990)
- Un medico in famiglia – serie TV, episodi 5x22-5x26 (2007)

## Pubblicità
- Carole André ha anche partecipato nel 1976 a un ciclo di sketch della rubrica pubblicitaria televisiva Carosello, pubblicizzando le termocoperte Lanerossi.

## Riconoscimenti
- Taormina Film Fest
  - 1971 – Arancia d'oro alla miglior attrice

## Doppiatrici italiane
- Micaela Esdra in Faccia a faccia
- Manuela Andrei in H2S
- Maresa Gallo in Violentata sulla sabbia
- Stefania Casini in Don Camillo e i giovani d'oggi
- Emanuela Fallini in Sandokan
- Serena Verdirosi in Il Corsaro Nero